# Léon Foucault
Jean Bernard Léon Foucault (París, 18 de septiembre de 1819-Ib., 11 de febrero de 1868) fue un físico y astrónomo francés. Demostró experimentalmente la rotación terrestre en 1851 mediante un enorme péndulo, el llamado «péndulo de Foucault» (instalado primero en el Observatorio de París y unas semanas después en el Panteón de París). Entre otras contribuciones, midió la velocidad de la luz, hizo las primeras fotografías del Sol, descubrió las corrientes de Foucault e inventó el giróscopo.

## Biografía

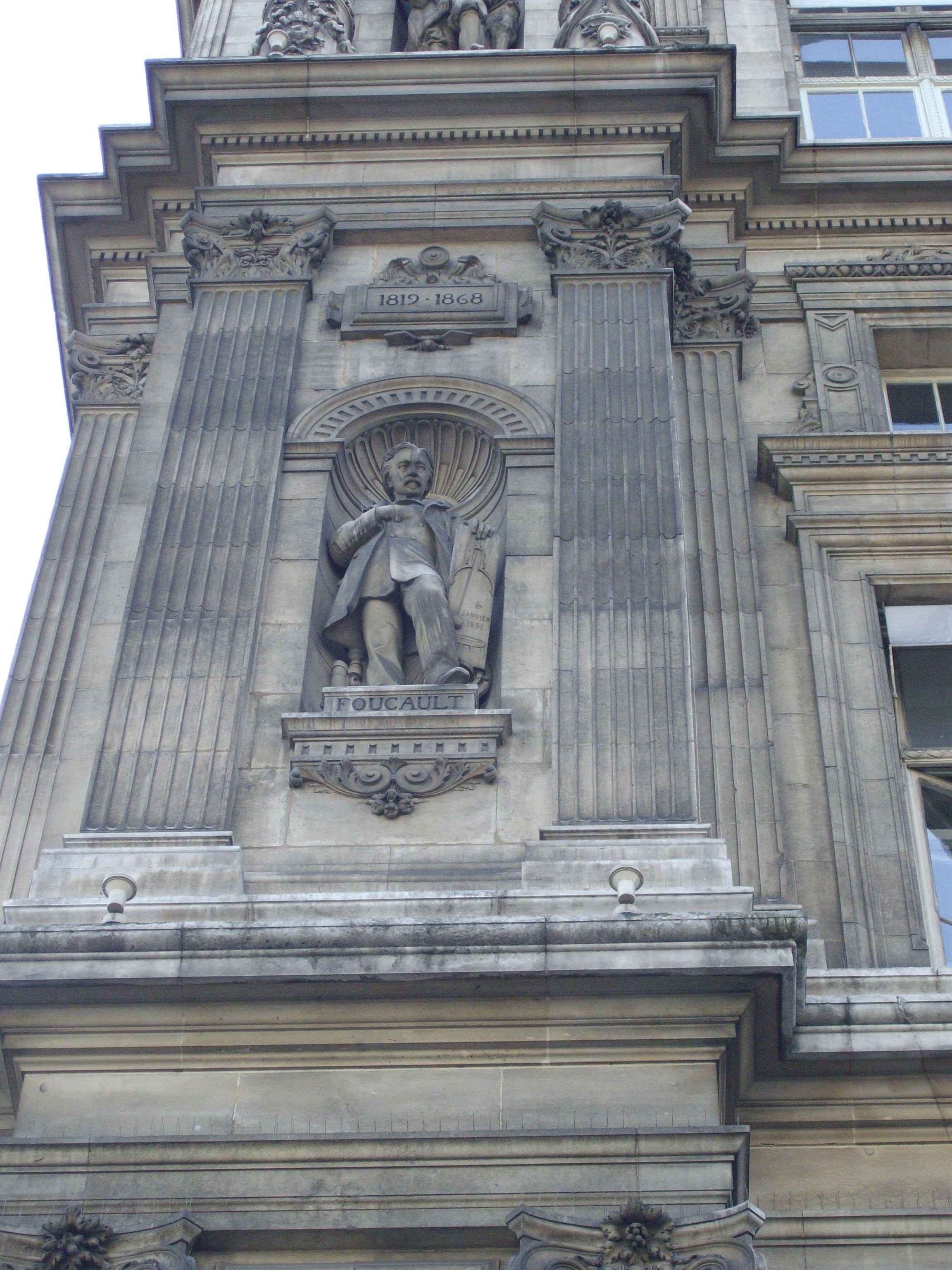
Escultura de Leon Foucault en el Ayuntamiento (Hotel de Ville) de París.

Hijo de un editor, León Foucault fue educado en sus primeros años en gran medida en su propio hogar (en París y Nantes), y después fue alumno del Colegio Stanislas de París. Comenzó a estudiar medicina, disciplina que abandonó para volcarse en la física, en la que se interesó por campos de experimentación muy variados. En primer lugar, analizó las experiencias de Louis Daguerre en la fotografía, y durante tres años se interesó por los trabajos de anatomía microscópica de Alfred Donné, asistiendo a sus conferencias.
Con Hippolyte Fizeau, dirigió una serie de experimentos sobre la intensidad de la luz del Sol, comparándola con la de la lámpara de arco de carbono y con la de la llama de la antorcha de cal oxi-hidrogenada. También investigó sobre la interferencia de la radiación infrarroja, sobre la propagación de los rayos de luz y sobre la polarización cromática de la luz.
En la década de 1840 ideó un regulador electromagnético para mejorar el funcionamiento de las lámparas de arco, y, en colaboración con su amigo Jules Regnauld, escribió un artículo sobre la visión binocular.
En 1850 realizó con Fizeau (primero como colaborador, y después como rival) una serie de experimentos sobre la velocidad relativa de la luz en diferentes medios, confirmando que varía inversamente con el índice de refracción del medio en el que se propaga. Obtuvo el doctorado en la Facultad de Ciencias de París, con una tesis titulada Sobre la velocidad de la luz en el aire y en el agua (presentada en 1853).
Su demostración en 1851 del movimiento diurno de la Tierra por la rotación del plano de oscilación de un pesado y largo péndulo libremente suspendido en el Panteón de París, causó sensación tanto en el ámbito académico como en la cultura popular, ya que fue la primera demostración dinámica de la rotación de la Tierra. En los años siguientes inventó (y le dio nombre) al giróscopo como una comprobación experimental conceptualmente más simple.
En 1855 recibió la Medalla Copley de la Royal Society por sus «notables investigaciones experimentales». Anteriormente, en ese mismo año, fue nombrado physicien (físico) en el Observatorio Imperial de París.
En septiembre de 1855 descubrió que la fuerza requerida para la rotación de un disco de cobre aumenta cuando se le hace girar entre los polos de un imán, al mismo tiempo que el disco comienza a calentarse por las corrientes de Foucault inducidas en el metal.

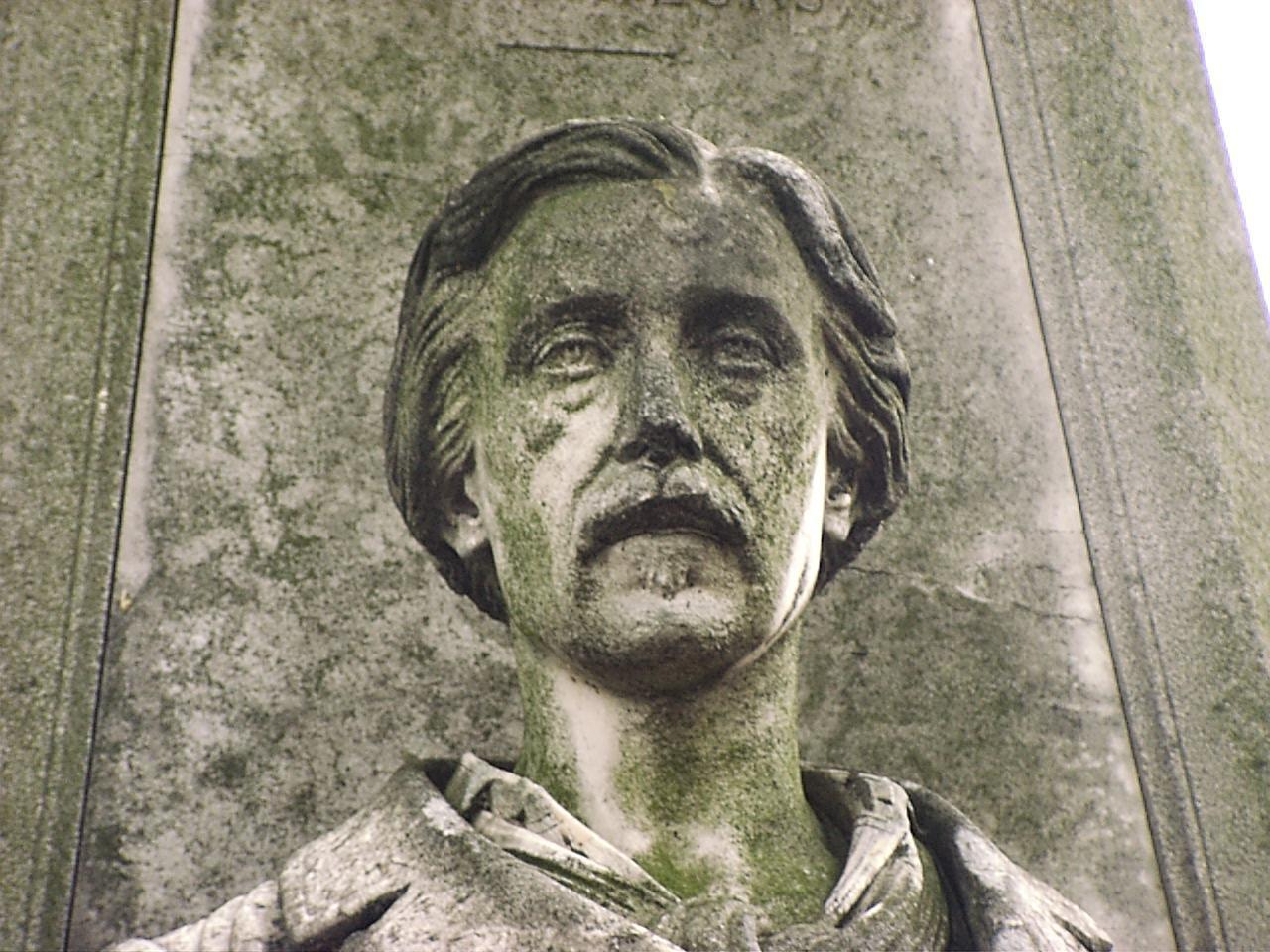
Tumba de Léon Foucault en el cementerio de Montmartre (París)

Foucault inventó en 1857 el polarizador que lleva su nombre, y en los años siguientes concibió un método para probar los espejos de los telescopios reflectivos para determinar su forma. La denominada prueba Foucault permitió al trabajador determinar si el espejo es perfectamente esférico, o si está deformado. La prueba de Foucault es una de las tres pruebas establecidas por Foucault para comprobar la calidad del pulido de espejos en 1859, las otras dos se basan en la comprobación de la resolución de objetivos de pequeña escala. Anteriormente a la invención de Foucault, la prueba de espejos de telescopio era un proceso de "prueba y error". Es un método todavía común entre los aficionados a la fabricación de telescopios para determinar los espejos primarios de los telescopios reflectores. El aparato para realizar el test es relativamente sencillo y económico en comparación con otras técnicas de prueba. A veces a este proceso se le llama Foucaultamiento.
En 1862, Foucault determinó la velocidad de la luz en 298 000 km/s, valor cuya precisión no pudo ser mejorada hasta 1907. 
Ese mismo año de 1862 fue hecho miembro del Bureau des Longitudes y oficial de la Légion d'Honneur. En 1864, se le nombró miembro de la Royal Society de Londres y, al año siguiente, de la sección mecánica del instituto.
En 1865 se publicaron sus artículos sobre una modificación del regulador de James Watt, sobre el que había estado experimentando hacía un tiempo con la idea de hacer constante su periodo de revolución, en un nuevo aparato para regular la luz eléctrica. 
Un año más tarde demostró cómo, por la deposición de una delgada y transparente capa de plata en el extremo exterior del objetivo de un telescopio, podía observarse el sol sin dañar los ojos.
Foucault murió de lo que probablemente fuese una forma rápida de esclerosis múltiple el 11 de febrero de 1868 en París y fue enterrado en el Cimetière de Montmartre. Nunca se casó y hasta donde se sabe tampoco tuvo hijos.

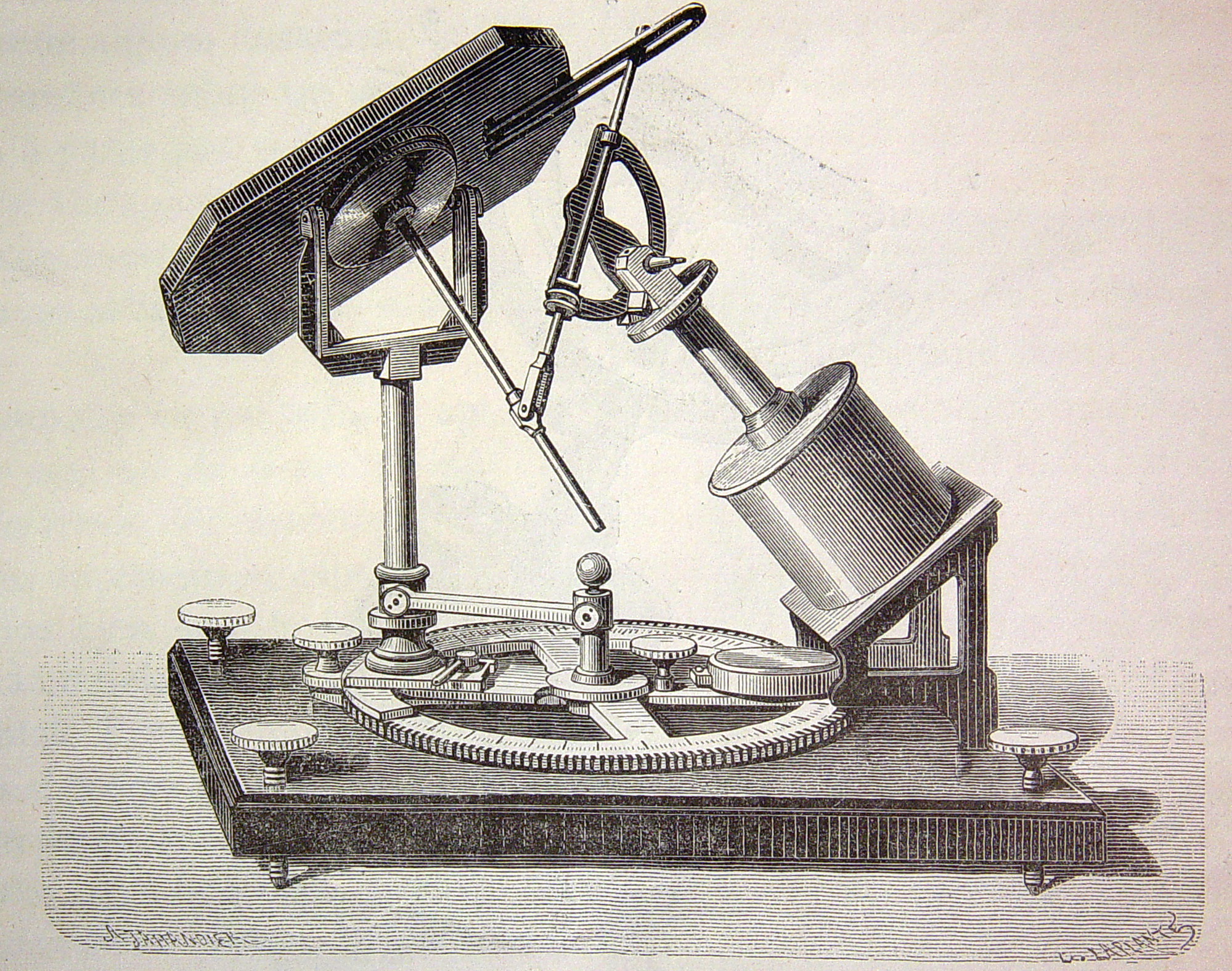
Heliostato de Leon Foucault.

## Medición de la velocidad de la luz

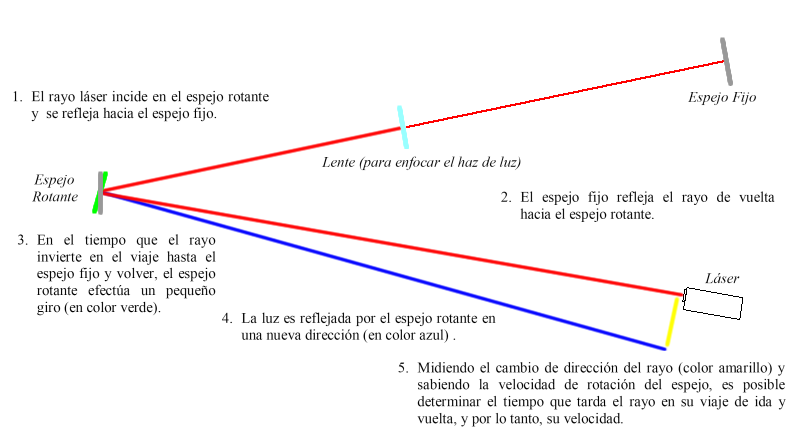
Diagrama de una variante del experimento de Foucault para medir la velocidad de la luz en donde se utiliza un láser como fuente de luz.

Continuando la experiencia abandonada por François Arago en 1843 a causa de la ceguera que sufría, Foucault fue capaz en 1850 de realizar una serie de experiencias acerca de la velocidad de la luz, perfeccionando el espejo giratorio diseñado por sir Charles Wheatstone, demostrando que la luz se propaga más rápidamente en el aire que en el agua. 
Este resultado supuso invalidar la teoría corpuscular a favor de la teoría ondulatoria de la luz, hasta que la dualidad onda-partícula unificó estos dos conceptos en el contexto de la física cuántica. Confirmó que la velocidad de la luz varía inversamente con el índice de refracción del medio en el que se propaga (ver el Experimento de Fizeau y Foucault).
En 1862 obtuvo una medida de la velocidad de la luz de 298 000 kilómetros/segundo (con una precisión de ±500 km/s), 10 000 km/s menor que la anteriormente obtenida por Hippolyte Fizeau en 1849, con una diferencia de únicamente el 0,6% de error sobre el valor actualmente aceptado. Para ello, utilizó el procedimiento similar al descrito en la ilustración adjunta, basado en un espejo oscilando a gran velocidad. Este valor perduró durante 45 años, hasta que Rosa & Dorsey realizaron mediciones más precisas en 1907.

## Péndulo de Foucault

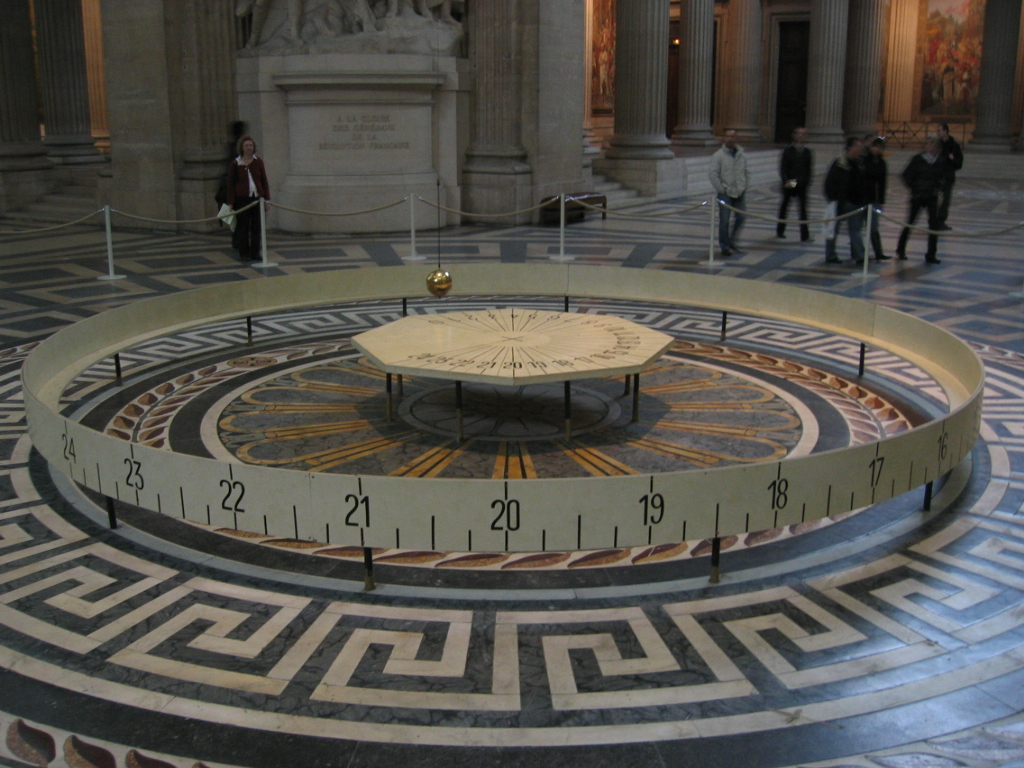
Péndulo de Foucault en el Panteón de París.

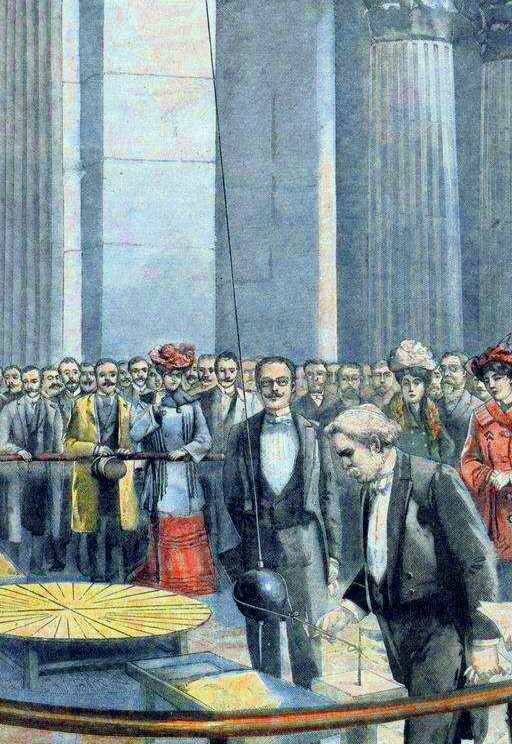
Repetición del experimento original por su cincuentenario (1902), ilustración en Le petit Parisien illustré, 1902.

Su experimento más espectacular, el que le proporcionó una enorme popularidad, fue realizado el 26 de marzo de 1851 en el Panteón de París, convertido en una demostración impactante para el gran público. Ofició de péndulo una bala de cañón de 26 kg revestida de latón, colgada de la bóveda mediante un cable de 67 metros de largo, que tardaba dieciséis segundos en ir y volver cada vez. Adherido a la bala, en su parte inferior, había un pequeño estilete y el suelo del Panteón estaba cubierto de arena. En cada ida y vuelta, el estilete dejaba una marca diferente en la arena, cada una de ellas unos dos milímetros a la izquierda de la anterior, demostrando así que la Tierra giraba.

## Algunas publicaciones

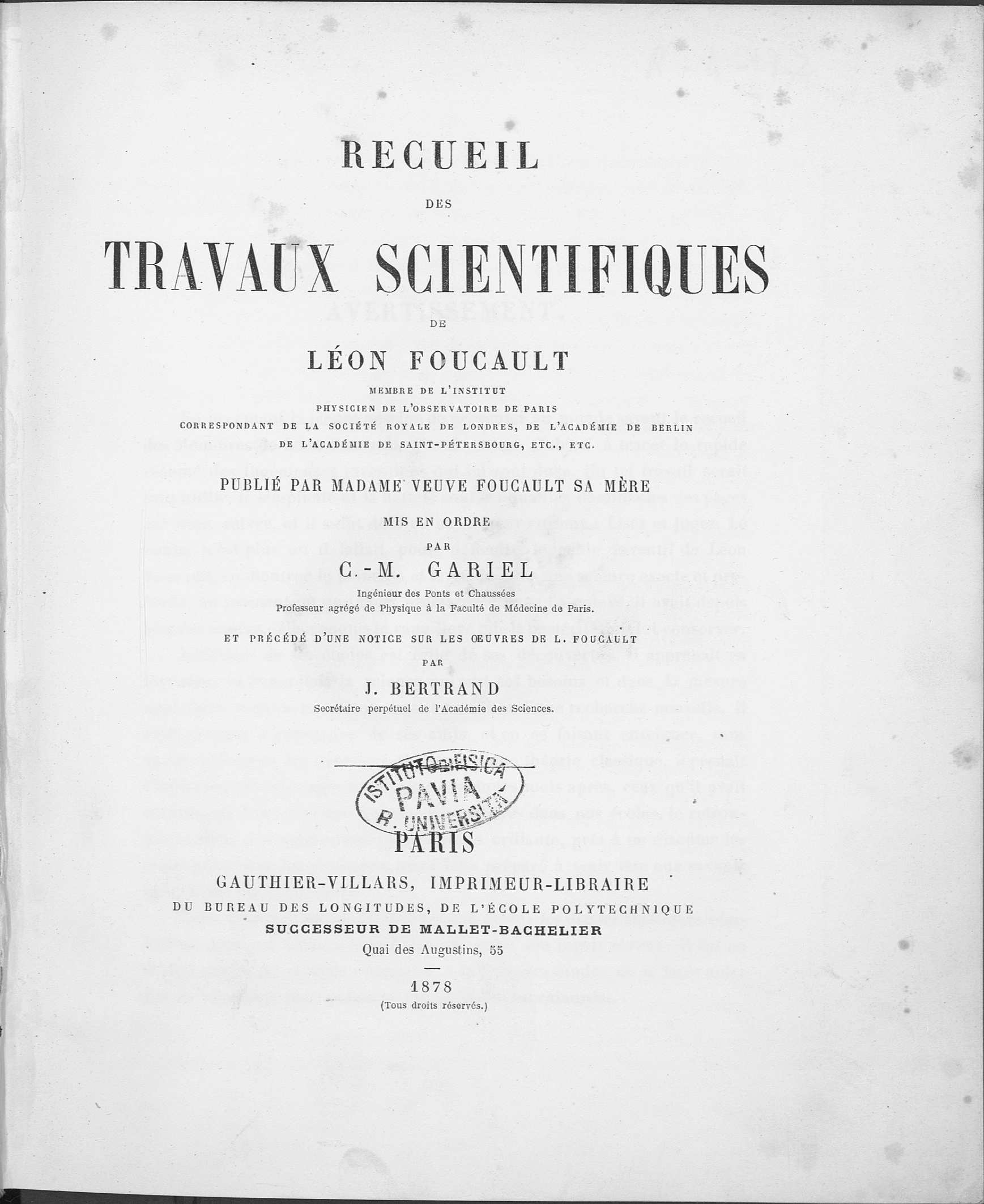
Recueil des travaux scientifiques de Léon Foucault, 1878

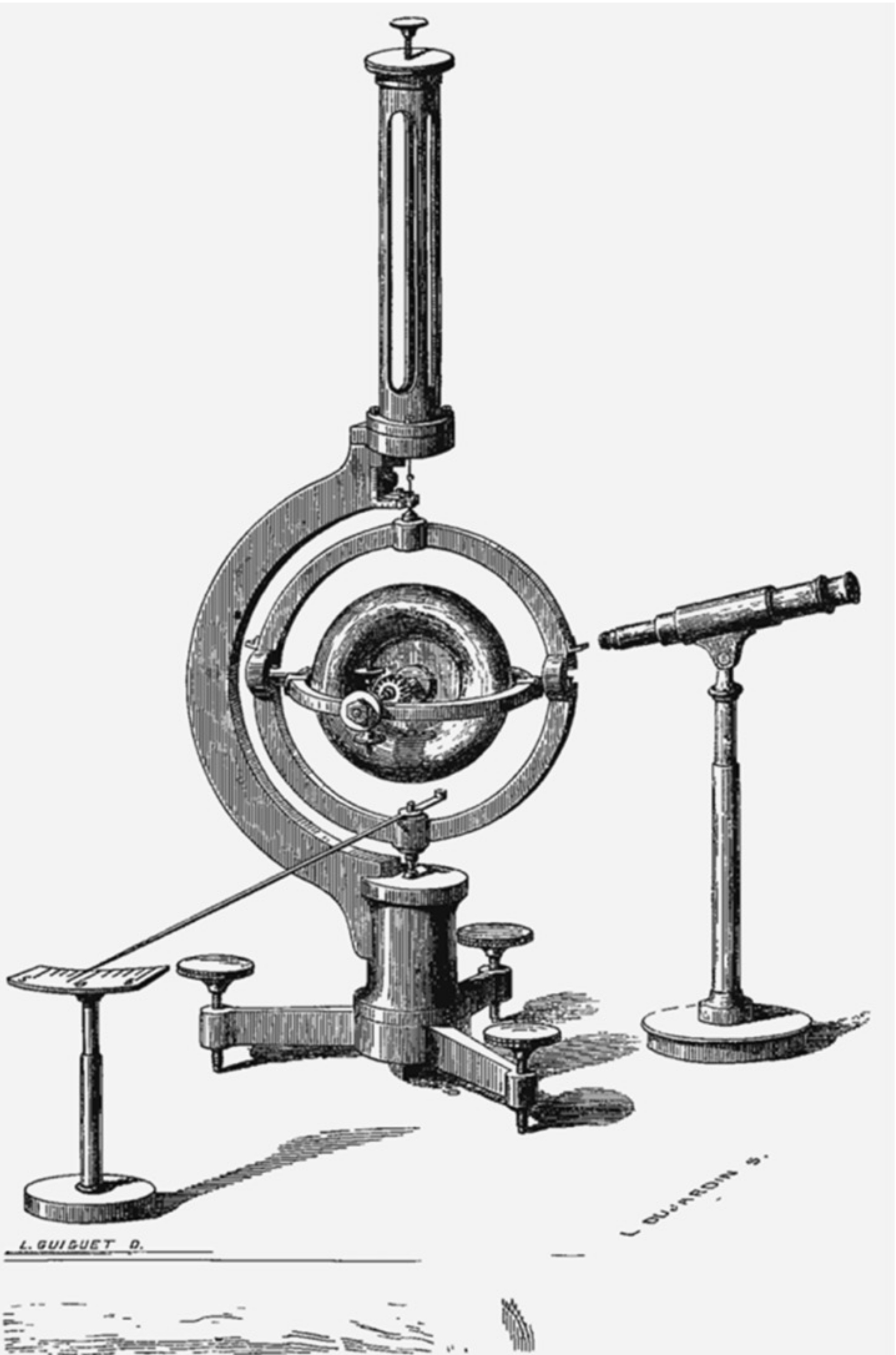
Giroscopio de Foucault.

- 1844-1845. Cours de microscopie complémentaire des études médicales. Anatomie microscopique et physiologie des fluides de l'économie, J.-B. Baillière (París).

- 1863. Notice sur les travaux de M. Léon Foucault, Mallet-Bachelier (París)

- Recueil des travaux scientifiques de Léon Foucault (en francés) 1. Paris: Gauthier-Villars. 1878.
- Recueil des travaux scientifiques de Léon Foucault (en francés) 2. Paris: Gauthier-Villars. 1878.

- 1913. Mesure de la vitesse de la lumière. Étude optique des surfaces. Mémoires de Léon Foucault Archivado el 3 de marzo de 2016 en Wayback Machine., A. Colin (París), colección Les Classiques de la science, reeditado en 1922.

- 2001. Recueil des travaux scientifiques de Léon Foucault, Librairie scientifique et technique (París). (facsim. de la ed. de París : Gauthier-Villars, 1878), ISBN 2-85367-214-X.

## Reconocimientos
- Miembro de la Legión de Honor.[6]
- Miembro de la Royal Society y Medalla Copley (en 1855).
- Es uno de los 72 científicos cuyo nombre figura inscrito en la Torre Eiffel.
- El asteroide (5668) Foucault y el cráter lunar Foucault llevan este nombre en su honor.
- En 1988 se publicó la novela del escritor italiano Umberto Eco titulada El péndulo de Foucault, ambientada en el Conservatoire National des Arts et Métiers de París, en la sala donde está el péndulo que da título al relato.
- El buscador Google le dedicó un doodle el 18 de septiembre de 2013 con ocasión de su 194 aniversario.[7]
- El 14 de septiembre de 2015, una copia de su péndulo se instaló en la cúpula del Panteón de París.[8]

## Obras y publicaciones

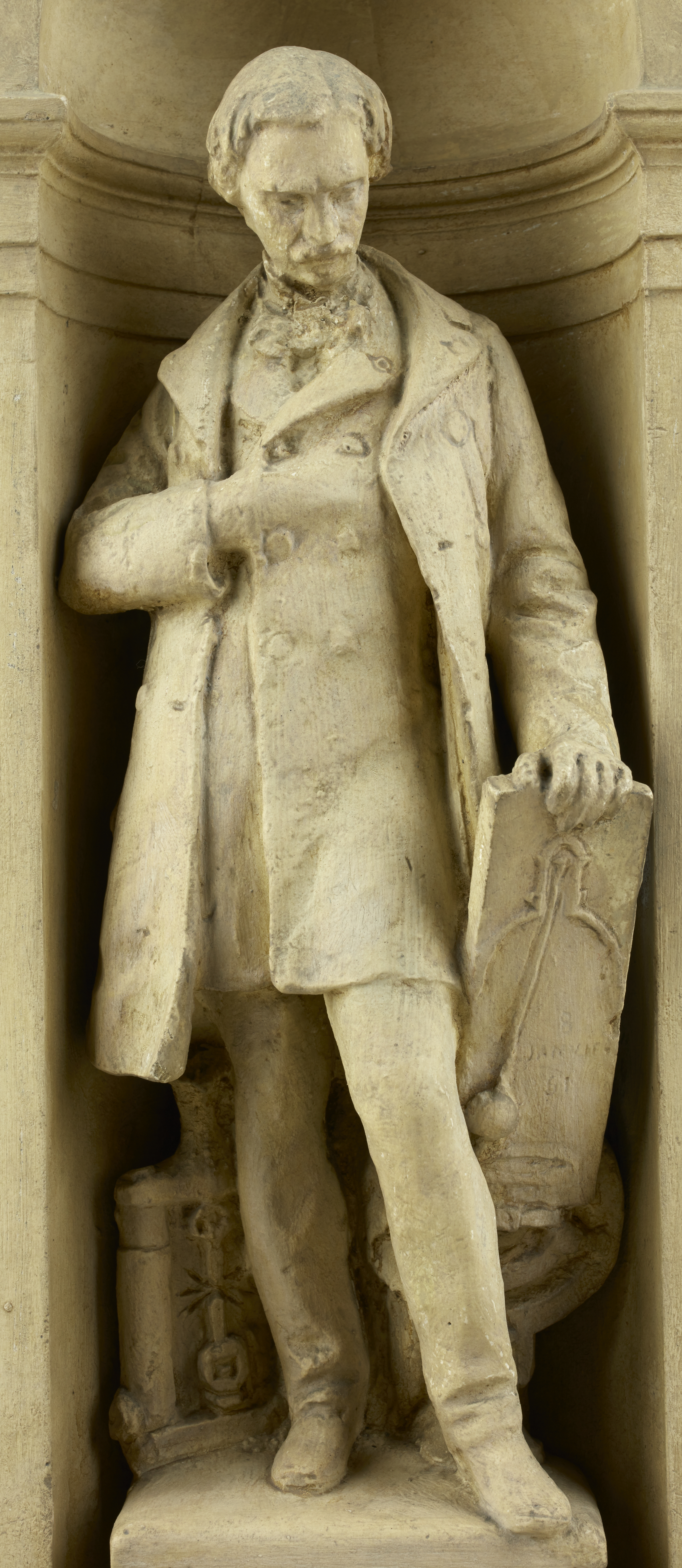
Estatuilla de Leon Foucault, obra de Gustave Garnier, 1881.

- 1844-1845: Cours de microscopie complémentaire des études médicales. Anatomie microscopique et physiologie des fluides de l'économie, J.-B. Baillière (Paris), In-8 : II-551 p. et atlas in-fol. Texto integral (en francés)
- 1853: Sur les vitesses relatives de la lumière dans l'air et dans l'eau, [Tesis de física presentada en la Facultad de Ciencias de Paris], Bachelier (Paris), 1853 - 35 p., Texto integral. (en francés)
- 1859 : «Mémoire sur la construction des télescopes en verre argenté», in: Annales de l'Observatoire imperial de Paris , t. 5., Mallet-Bachelier (Paris), 1859, p. 197-237, Texto integral. (en francés)
- 1863 : Notice sur les travaux de M. Léon Foucault, Mallet-Bachelier (Paris), In-4 ° : 37 p. – L'ouvrage est consultable sur la bibliothèque numérique du SICD des universités de Strasbourg Texto integral. (en francés)
- 1878: «Recueil des travaux scientifiques de Léon Foucault» (en francés). París: Gauthier-Villars., digitalizado por la Bibliothèque universitaire Pierre et Marie Curie (BUPMC)
- 1913: «Mesure de la vitesse de la lumière. Étude optique des surfaces. Mémoires de Léon Foucault». Les Classiques de la science. París: A. Colin.,  reeditado en 1922, digitalizado por la Bibliothèque universitaire Pierre et Marie Curie (BUPMC)
- 2001: (reedición) : Recueil des travaux scientifiques de Léon Foucault, Librairie scientifique et technique (Paris) : xxviii + 592 + 18 p. et 19 p. de pl. (Fac-sim. de l'éd. de, Paris : Gauthier-Villars, 1878), ISBN 2-85367-214-X